# ماردر درونز
ماردر درونز هي رسوم متحركة مستقلة رعب كوميدية على هيئة مسلسل ويب صُنعت من قبل ليام فايكيرز وأٌنتجت من قبل غليتش للإنتاج. تعمق المسلسل في مواضيع مثل الهوية والأخلاق والإرادة الحرة وروابط الصداقة مع ربطها بالفكاهة في إطار بائس. تتضمن السلسلة مرجعاً للثقافة الشعبية والرسوم المستحوتة من ألعاب الفيديو والأفلام والأنميات والميمات.
الحلقة التجريبية عرفت على قناة غليتش (GLITCH) في اليوتيوب في 29 أكتوبر 2021. بدأً العرض من 18 نوفمبر 2022. اعتباراً من يناير 2024, الحلقة التجريبية قد حصلت على 42 مليون مشاهدة.

## الشخصيات الرئيسية
- اوزي:(الشخصية الرئيسية) مراهقة مفعمة بالطاقة ولديها حس عالي بالتمرد تسعي لاكتشاف حقيقة ما يحدث.
- إن:(صديق البطلة) آلي قتل يتعاون مع اوزي ويرافقها في رحلتها.
- في:(صديقة البطلة) آلية قتل تساعد اوزي واحيانا يتشاجران.[3]